# Tamás Kiss (football, 2000)
Pour les articles homonymes, voir Tamás Kiss.
Tamás Kiss, ne le 24 novembre 2000 à Győr, est un footballeur hongrois, qui évolue actuellement au poste d'ailier avec le Wisla Cracovie.

## Carrière

### En club

#### Szombathelyi Haladás
Tamás Kiss est né à Győr, et a grandi à Téten, avant de déménager en 2011 à Szombathely, Intégrant l'académie du club local. En 2015, il remporte le titre de meilleur jeune joueur de l'année, et fait également un test au Red Bull Salzburg autrichien. 
Au cours de la saison 2016-2017, il s'entraîne plusieurs fois avec l'équipe senior de Szombathelyi Haladás, faisant ses débuts le 11 décembre 2016, contre le Videoton FC. Il entre ainsi dans l'histoire, devenant le premier joueur de NB I né dans les années 2000 et le plus jeune premier joueur de la compétition à l'âge de 16 ans et 16 jours,. Il marque son premier but lors du championnat 2017-2018, lors d'un match contre les champions en titre du Budapest Honvéd. Il devient ainsi également le premier buteur hongrois né dans les années 2000, même si des joueurs comme George Orth, József Braun, Imre Schlosser, Ferenc Puskas ou Ferenc Bene le précédent encore en termes de précocité face au but. Le 25 novembre, contre Ferencváros, il entre en jeu et marque un but décisif dès sa première touche de balle. 

#### Puskás Academy
À l'été 2018, le club de Frosinone, qui vient d'être promu en Serie A italienne, fait une proposition au jeune joueur, mais finalement Kiss signe un contrat de trois ans avec l'équipe de la Puskás Academy,. 
Malgré 47 matchs joués 6 buts et 7 passes décisives pour le club, son temps de jeu baisse lors de la saison 2019-2020, et lors de la fenêtre de transferts hivernale il est prêté au VTK Diósgyőr pour le reste de la saison.

### En sélection nationale
Avec l'équipe nationale hongroise des moins de 17 ans, il a participé au Championnat d'Europe 2017.